# Мюлдер ван Леенс Дейкстра, Корнелис
Корнелис Дирк (Кор) Мюлдер ван Леенс Дейкстра (нидерл. Kornelis Dirk Mulder van Leens Dijkstra, 24 августа 1917, Вир — 10 августа 1989, там же) — голландский фермер и шахматист, гроссмейстер ИКЧФ (1977).
Достиг больших успехов в сельском хозяйстве. Заработал миллионное состояние благодаря торговле семенным картофелем.
Страдал психическим расстройством (специфической фобией): боялся покидать территорию собственной фермы (утверждал, что немедленно умрет, как только сделает это). Ввиду этого еще в молодом возрасте сосредоточился на игре по переписке.
Трижды (в 1946, 1947 и 1948 гг.) становился чемпионом Нидерландов по переписке.
Участвовал в чемпионатах Европы по переписке, различных юбилейных и мемориальных турнирах (юбилейный турнир Британской федерации заочных шахмат, мемориал Поттера, мемориал Аксельссона и др.).
Возглавлял сборную Нидерландов на 7-й и 8-й заочных олимпиадах (1972—1976 и 1977—1982 гг. соответственно). На обеих олимпиадах сборная Нидерландов заняла 4-е место.
В интервью М. Паму для журнала "Schaakbulletin" шахматист признался, что ему нравится игра по переписке тем, что он не так ограничен во времени обдумывания хода, как в процессе игры за доской.